# فهد القاضي
الشيخ فهد القاضي (الشيخ فهد القاضي) ( ق. 1957 - 12 نوفمبر 2019) عالم إسلامي وقاضي وأكاديمي سعودي توفي في السجن بسبب التهاب رئوي حاد. كان مرتبطاً بحركة الصحوة وهيئة الأمر بالمعروف والنهي عن المنكر (المملكة العربية السعودية)  خريج جامعة الإمام محمد بن سعود .
وكان قد اعترض عام 2013 على قرار وزير التعليم السعودي بالسماح للطالبات بحضور سباقات الخيل.

## النشأة والتعليم
ولد فهد بن سليمان بن محمد القاضي سنة 1377هـ بالرياض، وبعد تخرجه من المدرسة الثانوية درس فصلاً دراسياً واحداً في الجامعة الإسلامية بالمدينة المنورة ثم تخرج من جامعة الإمام محمد بن سعود .

## يقبض على
وكان رهن الاحتجاز منذ سبتمبر/أيلول 2016 بعد إرسال رسالة نصيحة سرية إلى الديوان الملكي. وفي أكتوبر 2019، حُكم عليه بالسجن لمدة ست سنوات. وتم اعتقاله مع عبد العزيز الطريفي وإبراهيم السكران ومحمد الحضيف.

## موت
وتوفي القاضي في 12 نوفمبر/تشرين الثاني في السجن السعودي إثر إصابته بالتهاب رئوي . وحملت عائلته السلطات مسؤولية وفاته نتيجة الإهمال الطبي. تم دفنه في 13 نوفمبر 2019 وحضر عدد كبير من الناس صلاة الجنازة في مسجد الراجحي بالرياض.